# Alan Tudyk
Alan Wray Tudyk (16 de març de 1971, El Paso, Texas) és un actor estatunidenc, conegut pel paper de Simon a la comèdia britànica Death at a Funeral, pel paper del pirata Steve a Dodgeball: A True Underdog Story, de Sonny al drama de ciència-ficció Jo, robot i de l'extraterrestre/Harry Vanderspeigel a la comèdia de ciència ficció, Resident Alien.

## Primers anys
Tudyk, d'ascendència polonesa, va créixer a Plano, als afores de Dallas, i va anar a l'escola Plano Senior High School. Va estudiar drama al Lon Morris College a Jacksonville, Texas, on va guanyar un premi a l'excel·lència acadèmica. A la universitat va interpretar el paper de Beaver Smith en una producció de Billy the Kid a Nou Mèxic. El 1993 va entrar a l'escola d'actuació Juilliard, però va sortir-ne el 1996 abans d'obtenir el títol.

## Cinema
L'any 2000 Tudyk va interpretar el paper de Gerhardt, un alemany homosexual addicte a les drogues, a la pel·lícula 28 dies, juntament amb Sandra Bullock i Viggo Mortensen.
Va aparèixer també a A Knight's Tale el 2001 i a la comèdia Dodgeball: A True Underdog Story el 2004 i a Jo, robot. Un dels seus papers més famosos ha estat el de Wash, el pilot de la nau Serenity a la sèrie de ciència-ficció Firefly. El 2007 va tenir un paper secundari al western El tren de les 3:10 juntament amb Christian Bale i Russell Crowe, a més d'un breu paper a la pel·lícula Knocked Up i una actuació a la comèdia Death at a Funeral.
Va interpretar el paper de Tucker a Tucker & Dale vs Evil. El 2015 va interpretar Ian McLellan Hunter a la pel·lícula biogràfica Trumbo, protagonitzada per Bryan Cranston.
El 2016 va interpretar K-2SO, un droide de combat a la pel·lícula Rogue One: A Star Wars Story, una seqüela de la saga La guerra de les galàxies.